# Anna to the Infinite Power
Anna to the Infinite Power è un  film del 1983, diretto da Robert Wiemer. È una storia di ambientazione fantascientifica.

## Trama
Anna Hart è una bambina prodigio di 12 anni. Un giorno, vedendo un programma in televisione nota quanto sia simile a lei una bambina intervistata. Indaga su questo evento curioso fino a scoprire che lei, e molte altre, sono in realtà dei cloni di una scienziata, Anna Zimmerman. Coloro che hanno effettuato l'esperimento cercano le bambine per eliminarle.